# Ukrainian Business Group
Корпорація «Ukrainian Business Group» (UBG) — це національний багатопрофільний холдинг.

## Історія
Історія Корпорації «Ukrainian Business Group» починається в 1997 році. У цей час було створено першу компанію майбутньої Корпорації — АОЗТ «Еквівес-Фінанс», яка стала згодом Інвестиційною Групою «Ініціатива». Головним завданням компанії з перших днів роботи було ефективне представлення інтересів клієнтів на фондовому ринку.
У 2000 році було створено Страхову компанію «Добробут». Станом на 2012 рік, кількість клієнтів якої перевищує 320 тисяч. СК «Добробут» надає страхові послуги в 21 виді страхування.
18 січня 2013 року СК «Добробут» була виключена з членів МТСБУ [Архівовано 22 квітня 2022 у Wayback Machine.], позбавлена усіх ліцензій та до СК «Добробут» було застосовано процедуру банкрутства у Господарському суд міста Києва (справа номер 910/6424/15-г). Усі сотні тисяч клієнтів залишилися без своїх законних виплат, лише постраждалі у ДТП можуть розраховувати на компенсацію від МТСБУ [Архівовано 4 листопада 2018 у Wayback Machine.] (станом на 16.10.2018 рік процедура банкрутства  та ліквідації компанії завершена згідно ухвали Господарського суду Харківської області за справою 922/1684/17, але компенсації ще ніхто не отримав).
У 2001 році стартував проект створення медичної мережі «Добробут». Роботу почали із невідкладної допомоги, згодом діяльність було розширено. Сьогодні ММ «Добробут» — це мережа приватних медичних закладів в Києві та Донецьку, які працюють за сучасними стандартами якості надання медичної допомоги. У Києві функціонують: станція невідкладної допомоги, дитячі клініки та поліклініка для дорослих на Правому і Лівому березі, дитяча поліклініка, стаціонар для дорослих. У Донецьку працюють — станція невідкладної допомоги, поліклініка та стаціонар.
У серпні 2005 року, після відкриття ряду нових бізнес-підрозділів та приєднання вже існуючих. Корпорація виходить на ринок України під новим ім'ям — Корпорація «Ukrainian Business Group».
У 2009 році керівництвом Корпорації UBG було прийняте рішення про розвиток нового напрямку — сільськогосподарського та створення нової компанії ТОВ «UBG-АГРО».
У листопаді 2010 року до складу Корпорації приєднується процесинговий центр ПрАТ «Українська Фінансова Мережа». Компанія спеціалізується на реалізації широкого спектру завдань карткового бізнесу: емісії дебетних та кредитних карток, еквайрінгу, процесуванні операцій по платіжних картках, а також надає послуги по організації та обслуговуванню програм лояльності.
У травні 2011 року корпорація «Ukrainian Business Group» стала членом Європейської Бізнес Асоціації (European Business Association) — провідної організації міжнародного бізнесу в Україні, що об'єднує більше 800 українських та міжнародних компаній.
На початку 2012 року починає працювати телеканал про моду і стиль «Ukrainian fashion», а у червні 2013 року розпочато роботу «Телеканал 100» який розповідає про подорожі та відпочинок.
У 2014 році частка мережі клінік «Добробут» перейшла до інвестиційної компанії Concorde Capital і акціонеру компанії «Люксоптика» Олегу Калашнікову.
Гасло Корпорації «UBG» — Мистецтво управління можливостями!

## Керівництво
- Засновник Корпорації — Руслан Євгенович Демчак[2]